# Aszakusza

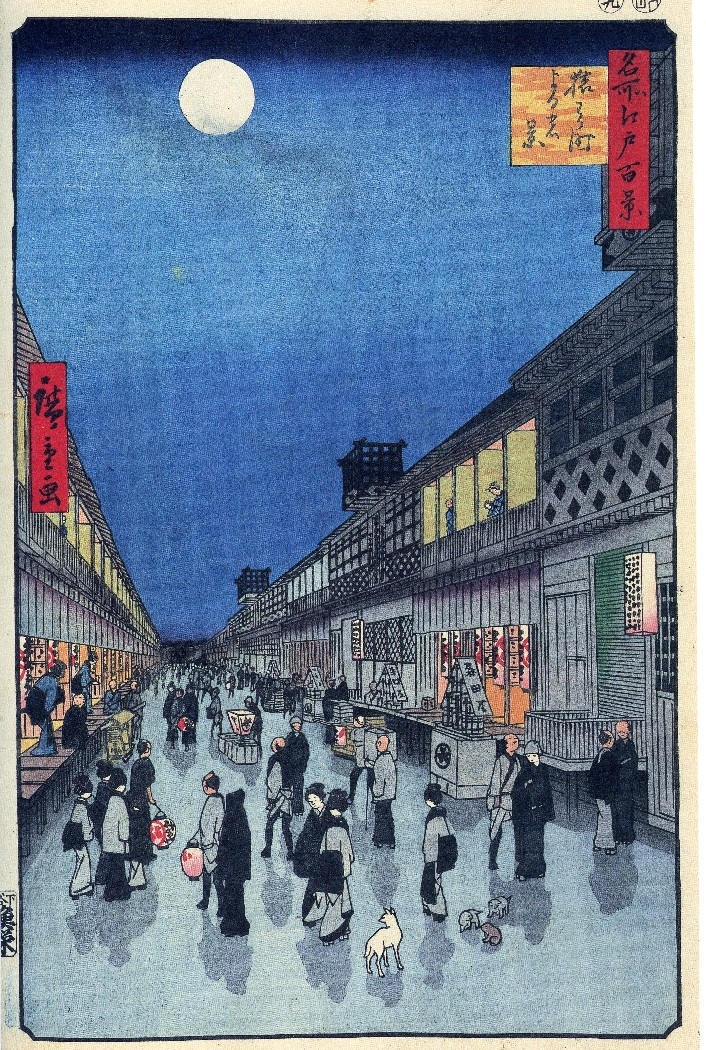
A régi Aszakusza Hirosige metszetén

Aszakusza (浅草) Tokió egyik északkeleti kerülete; leginkább itt fedezhető fel valami a régi „polgári” (csónin) Tokióból. Itt áll a főváros legősibb buddhista temploma, az Aszakusza Kannon (hivatalos nevén Szenszódzsi), amelynek kapujában 3,5 méteres vörös lámpás lóg a belépő feje fölé, benn pedig az épülethez vezető út mentén színes lampionokkal díszített szuvenírstandok sorakoznak hosszan; újévkor óriási tömegek keresik fel az irgalom istennőjének, Kannonnak e lakhelyét. Itt volt 1958-as bezárásáig a történelmi Josivara bordélynegyed (bár az „eredetit” már 1945-ben felperzselték az amerikai gyújtóbombák); itt lehet beszállni egy kis nosztalgikus hajókázásra a ma már leginkább áruraktárakkal és ipari létesítményekkel s nem cseresznye- és fűzfákkal, teaházakkal és vendégfogadókkal (mint Hirosige metszetein) szegélyezett Szumida folyón. A régi városnegyedet Nagai Kafú örökítette meg elbeszéléseiben.